# Johannes Leunis

Joseph Leunis

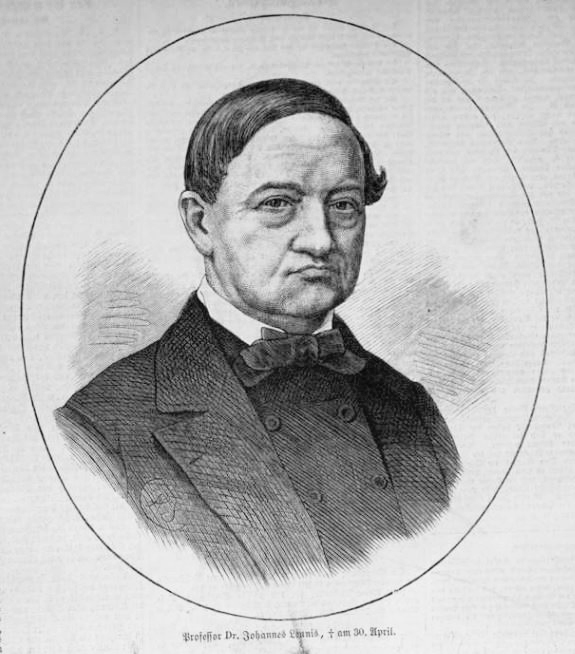
Johannes Leunis

Johannes Matthias Joseph Leunis (* 2. Juni 1802 in Mahlerten; † 30. April 1873 in Hildesheim) war ein Hildesheimer Geistlicher, Lehrer und Botaniker. Er war der Mitbegründer des Roemer-Museums Hildesheim (heute Roemer- und Pelizaeus-Museum Hildesheim). Sein offizielles botanisches Autorenkürzel lautet „Leunis“.

## Leben
Johannes Leunis wurde im Herbst 1815 als 13-Jähriger in die unterste Klasse (Infima) des Gymnasiums Josephinum eingeschult. Nach Abschluss der „grammatischen“ und „rhetorischen“ Klassen widmete er sich ab Oktober 1820 dem Studium der Philosophie und ab Oktober 1822 dem der Theologie. Ein Jahr später wurde er in das „Seminarium episcopale“ aufgenommen.
Seine Lehrtätigkeit nahm er im Jahr 1824 am Josephinum als Professor und Klassenlehrer der untersten grammatischen Klasse auf. Gleich im ersten Jahr unterrichtete er Naturgeschichte. Das Jahr 1826 war geprägt durch die Abschlussprüfung am Priesterseminar (Februar) und die Priesterweihe in Paderborn. Nach der Neuordnung des Josephinums 1830 wurde Leunis Fachlehrer für Geschichte, Geographie und Naturgeschichte. Am 27. Juni 1844 wurde er zum Domvikar gewählt.
Johannes Matthias Joseph Leunis starb am 30. April 1873 an den Folgen eines Schlaganfalls.

## Werke
- Synopsis der drei Naturreiche, (Zoologie 1847, Botanik 1847, Mineralogie. ..)
- Schul-naturgeschichte: eine analytische Darstellung der drei Naturreiche, Hannover 1851 in der Google-Buchsuche
- Synopsis der Naturgeschichte der Thierreiche, 2. Auflage, Hannover 1860 in der Google-Buchsuche
- Nomenclator Zoologicus. Eine etymologische Erklärung der vorzüglichsten Gattungs- und Art-Namen, welche in der Naturgeschichte des Thierreichs vorkommen. Hahn, Hannover 1866. (Digitalisat)
- Analytischer Leitfaden für den ersten, wissenschaftlichen Unterricht in der Naturgeschichte. Hahn, Hannover 1877. (Digitalisat Band 1), (Band 2), (Band 3)
- Schul-Naturgeschichte, eine analytische Darstellung der drei Naturreiche, zum Selbstbestimmen der Naturkörper Deutschlands. Hahn, Hannover 1877. (Digitalisat Band 1), (Band 2) 12. Aufl. bearb. von A. B. Frank, Hannover/Leipzig 1900

## Auszeichnungen und Mitgliedschaften
- Ehrenmitglied des „Land- und forstwirtschaftlichen Vereines zu Hildesheim“ (1853).
- Ehrendoktorwürde der Universität Göttingen: „Doctor philosophiae et artium liberalium magistrum honoris causa“ (1855).
- Mitglied der „Kaiserlich Leopoldinisch-Carolinischen Akademie der Naturforscher“ (2. April 1861 (Matrikel-Nr. 1958); Cognomen: „Blumenbach“).

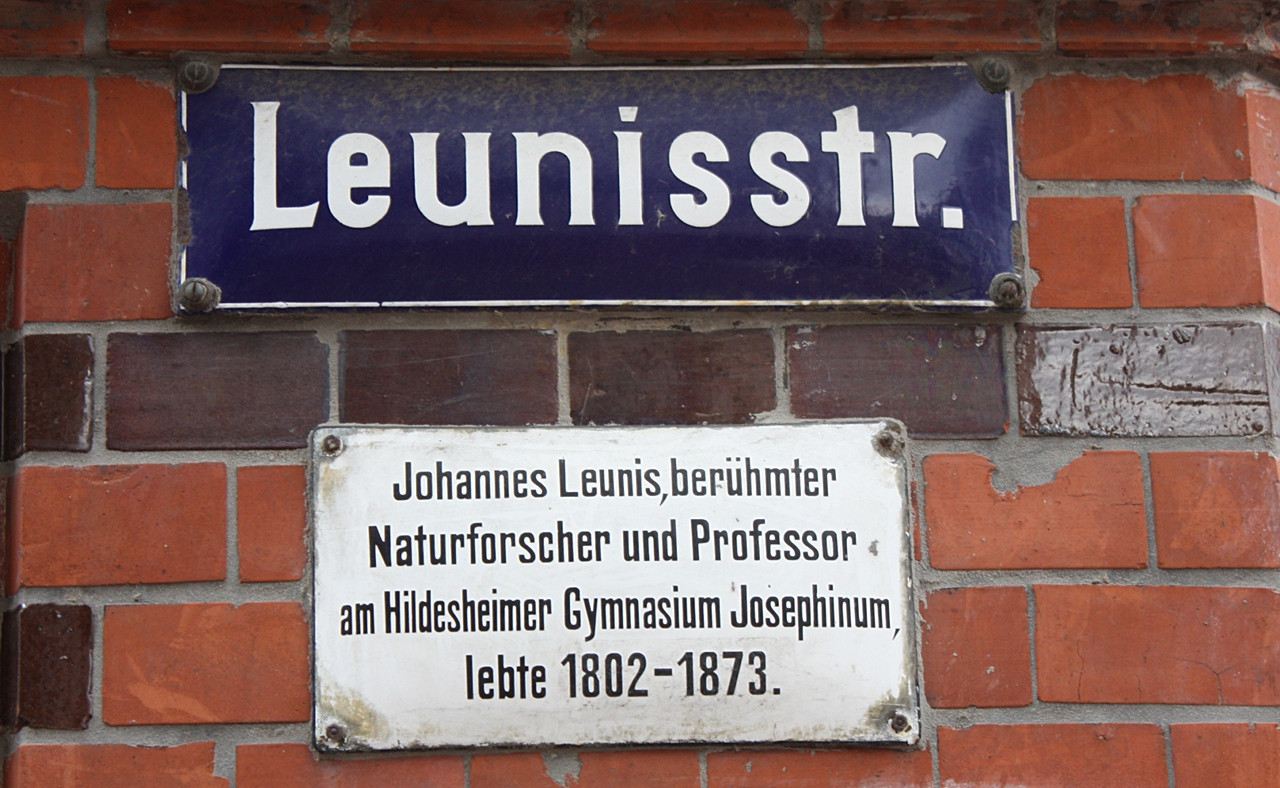
Straßenschild "Leunisstr" Hildesheim

- Träger des Welfenordens 1865.